# Szidóni Balian

Az Ibelin-címer

Szidóni Balian vagy Grenier Balian (1195 körül – 1240 vagy 1241) Ibelin Helvis és Szidóni (Grenier) Rajnald fia, Ibelin Balian és Komnéna Mária unokája, az Ibelin nemzetség tagja. Apja halála után, 1202-ben örökölte meg Szidón városát és uradalmát, és ezzel a legjelentősebb jeruzsálemi bárók sorába lépett. Három keresztes hadjáraton át szolgálta hazája és a kinn született (poulain) arisztokrácia érdekeit.

## Életútja

### Ötödik keresztes hadjárat
Az ötödik keresztes hadjárat alatt, 1217 végén ő volt az, aki figyelmeztette II. András magyar király hadának egyik különítményét, hogy ne törjenek be a szidóni uradalom sivatagi határvidékére, a Bekaa-völgybe, ahol a szaracénok az urak. A magyarok nem hallgattak rá, és majdnem ötszázan ottvesztek egy turkomán rajtaütésben.

### Hatodik keresztes hadjárat
1225-ben elkísérte II. Izabellát Dél-Itáliába, ahol II. Frigyes házasságot kötött vele. A hatodik keresztes hadjárat idején Frigyes jeruzsálemi trónigényét támogatta, olyannyira, hogy 1228-ban csapatával csatlakozott a Nicosia (vagyis tulajdonképpen nagybátyja, I. Ibelin János bejrúti úr) ellen vonuló császári sereghez. Tárgyalt Filangieri Richárddal, Szicília marsalljával, akit Frigyes 1228-ban előreküldött Akkóba, hogy megérkezéséig képviselje őt. Abban az időben a helyi bárók nem fogadták szívesen az új keresztes urakat; Balian lett az egyik legfőbb szövetségesük, aki Frigyes híveként is igyekezett megakadályozni minden vérontást, és tiltakozott például Bejrút alkotmánysértő megtámadása ellen. A Frigyes és al-Kámil egyiptomi szultán között létrejött 1229. február 18-ai egyezséget, amelynek értelmében rövid időre Jeruzsálem visszakerült a keresztény királysághoz, Acerrai Tamás és Balian többszöri követjárása készítette elő. A császár még 1229-ben rábízta Türoszt, 1231-ben pedig a Jeruzsálemi Királyság régenshelyettesévé (baillie) nevezte ki. Miután Frigyes hazautazott, Balian többször fellépett megbízottja, Filangieri túlkapásai ellen (1232-ben például kizárta Akkóból), és Ibelin-rokonságának oldalára állt.

### A bárók keresztes hadjárata
1239-ben az I. Theobald navarrai király vezette bárók keresztes hadjárata során egyes források szerint részt vett a gázai csatában a keresztesek egy része és az egyiptomi erők között, unokatestvérével, Ibelin János arszúfi úrral együtt. Más források szerint IV. Hugó burgundiai herceg csapatában voltak, amely még az összecsapás előtt elhagyta a csatateret. A csatában résztvevő keresztesek vereséget szenvedtek, több európai nemes fogságba került vagy elesett. Ha Balian mégis részt vett az ütközetben, azon kevés túlélő közé tartozott, akiket nem ejtettek foglyul a muszlim erők. 1240-ben a Theobald által kötött béke értelmében a keresztesek kezére jutott Beaufort vára, amely Baliané lett. (Beaufort-t apja, Rajnald veszítette el Szaladinnal szemben 1190-ben.)

### A jogtudós
Szidóni Balian unokatestvérével, Ibelin János jaffai és aszkaloni gróffal együtt a királyság legnagyobb jogtudósai közé tartozott. Türoszi Vilmos krónikájának folytatása, az Estoire d’Eracles feljegyezte egy híres beszédét, amelyet Filangierihez intézett. 1231-ben, amikor II. Frigyes marsallja I. Ibelin János bejrúti úr városát és fellegvárát ostromolta távollevő uralkodója nevében, és segítségül meg akarta nyerni magának a de facto főváros, Akkó népét, nem a nemesi parlamentet, az Haute court hívta össze, hanem példátlan módon a jelenlevő nemeseket és polgárokat együtt. Kétszeresen is kudarcot vallott: a polgárok kommunát alakítottak ellene, így támogatva Bejrútot, a nemesek üzenetét pedig Balian vitte meg Filangierinek:
Azzal bíztak meg, hogy nevükben és a magam nevében közöljem veled, amikor ezt a földet elfoglaltuk, nem király állt az élünkön. Keresztes hadjárat, az összegyűlt zarándokok népe hódította meg. És amikor meghódították, királyt választottak maguknak közös egyetértésben, és megbízták a birodalom irányításával. És akkor tiszteletre méltó emberek közös egyetértésben intézményeket és törvényeket hoztak létre, amelyeknek megtartásával és használatával biztonságot élvezzen a király és a nép, a jogok csorbítatlanok maradjanak, és megesküdtek, hogy megtartják és a királlyal is megtartatják ezeket. Azóta is erre esküsznek a birodalom királyai, és erre esküdött a császárod is.
Ibelin János jaffai gróf egy nemzedékkel később ezt a beszédet elemezte és bővítette ki nevezetes műve, A Jeruzsálemi Legfelsőbb Bíróság rendeletei első három fejezetében.

## Házassága
Reyneli Idát, Brienne-i János anyai ági unokahúgát vette nőül 1218-ban. Öt gyermekük született:
- Egyed (meghalt 1240 előtt)
- Gyula, Szidón utolsó ura (meghalt 1275-ben)
- Fülöp, Beaufort ura (meghalt 1261 márciusa után)
- Izabella
- Ágnes, feleségül ment Vilmos botruni úrhoz